# 蒂博五世 (布盧瓦)
蒂博五世（法語：Thibaut V de Blois，1130年—1191年1月20日），布盧瓦伯爵，蒂博四世之子，1151年至1191年在位。

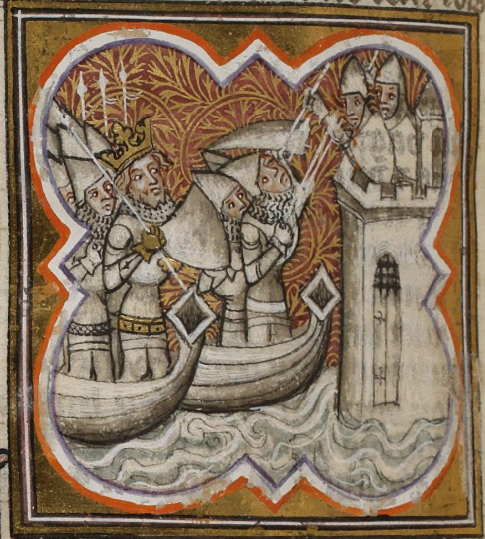

## 家庭
1164年，蒂博五世與法國國王路易七世的女兒艾莉克絲結婚，兩人共有1子2女：
1. 路易一世（—1205年）
2. 瑪格麗特（英语：Margaret, Countess of Blois）（—1230年）
3. 伊莉莎白（—1248/49年）